# Minettia helva
Minettia helva är en tvåvingeart som beskrevs av Leander Czerny 1932. Minettia helva ingår i släktet Minettia och familjen lövflugor. Inga underarter finns listade i Catalogue of Life.